# Nunatak Dewis
Nunatak Dewis är en nunatak i Antarktis. Den ligger i Västantarktis. Argentina, Chile och Storbritannien gör anspråk på området. Toppen på Nunatak Dewis är 36 meter över havet.
Terrängen runt Nunatak Dewis är kuperad västerut, men österut är den platt. Trakten är obefolkad. Det finns inga samhällen i närheten.